# 格奥尔格·奥古斯特·施维因富特

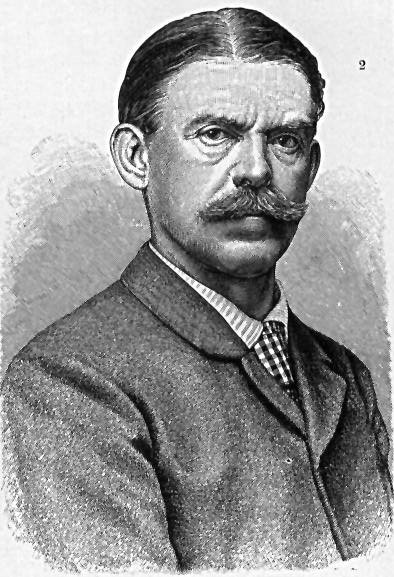
格奧爾格·奧古斯特·施維因富特

格奥尔格·奥古斯特·施维因富特（德語：Georg August Schweinfurth，1836年12月29日—1925年9月19日），德国植物学家。
施维因富特出生于拉托维亚的里加，在海德堡大学、慕尼黑和柏林受的教育，一直学习植物学和古生物学，对从苏丹采集的植物标本进行分类。1863年，他到围绕红海地区考察，多次穿过红海和尼罗河之间的区域，经过喀土穆，于1863年回到欧洲。
1869年1月，他又受委托到东非考察，从喀土穆开始出发，顺白尼罗河和加扎勒河而上，和一帮象牙商人一起，跨越尼罗河西岸，1870年3月19日，他发现了韦莱河，并证明其向西流，是独立于尼罗河的另一条河流。他搜集了许多标本，但在12月一次宿营地发生的火灾中，几乎所有标本都被烧毁，1871年7月，他回到喀土穆，写了一本《在非洲的心脏》（Im Herzen von Afrika Leipzig, 1874）记述这次旅行见闻。
1873年-1874年，他又到利比亚沙漠考察，1875年到开罗，1876年，他横穿阿拉伯沙漠，到达法尤姆，进入尼罗河谷，直到1888年，1889年回到柏林。 
1891年，1892年和1894年，他多次到厄立特里亚考察。他在柏林逝世。